# Drassodes andamanensis
Drassodes andamanensis är en spindelart som beskrevs av Benoy Krishna Tikader 1977. Drassodes andamanensis ingår i släktet Drassodes och familjen plattbuksspindlar.
Artens utbredningsområde är Andamanerna. Inga underarter finns listade i Catalogue of Life.